# 15 cm sIG 33/2 SF auf Jagdpanzer 38(t)
15 cm sIG 33/2 SF auf Jagdpanzer 38(t) – niemieckie działo samobieżne, wykorzystujące podwozie niszczyciela czołgów Jagdpanzer 38(t) Hetzer oraz uzbrojone w armatę 15 cm schweres Infanteriegeschütz 33. 
Produkcja tych pojazdów została rozpoczęta w zakładach BMW pod koniec 1944 roku. Umieszczenie działa 150 mm w miejscu poprzednio zamontowanej armaty przeciwpancernej kal. 75 mm wymagało podwyższenia przedziału bojowego. Armata posiadała możliwość zmiany kąta podniesienia w zakresie od 0° do 73° i wychylania w poziomie 5° w każdą stronę. Uzbrojeniem pomocniczym, podobnie jak w Hetzerze, był umieszczony na górnej płycie pancerza zdalnie sterowany karabin maszynowy MG 34 lub MG 42 (z zapasem amunicji 600 naboi).
Działa 15 cm sIG 33/2 SF auf Jagdpanzer 38(t) miały być wcielane do jednostek Hetzerów lub miały być propozycją tymczasowego rozwiązania problemu wyposażenia wojska w samobieżne działo piechoty, które nastąpiło po wstrzymaniu produkcji dział Grille. Dzięki produkcji wozów zabezpieczenia technicznego Bergepanzer 38(t) oraz planowanemu rozpoczęciu produkcji samobieżnego działa przeciwlotniczego na podwoziu Hetzera (wyposażonego w wieżę Kugelblitz) możliwe byłoby wyposażanie jednostek niszczycieli czołgów w wozy o podobnym podwoziu, co ułatwiłoby zaopatrzenie takich jednostek. Planów tych nie udało się zrealizować. Wozy przeciwlotnicze na podwoziu Hetzera pozostały projektami, a dział samobieżnych 15 cm sIG 33/2 SF auf Jagdpanzer 38(t) wyprodukowano tylko 30 (6 pojazdów zostało przebudowanych z Hetzerów, a 24 zbudowano od podstaw lub przebudowano z Bergepanzerwagen 38 w grudniu 1944 roku).